# Rhynchina uniformis
Rhynchina uniformis är en fjärilsart som beskrevs av George Francis Hampson 1891. Rhynchina uniformis ingår i släktet Rhynchina och familjen nattflyn. Inga underarter finns listade.